# Leptodactylus sertanejo
Leptodactylus sertanejo es una especie de anfibio anuro de la familia Leptodactylidae.

## Distribución geográfica
Esta especie es endémica del estado de Minas Gerais, Brasil. Habita entre los 750 y 850 m de altitud en el municipio de Uberlândia.

## Etimología
El nombre específico sertanejo proviene del portugués sertanejo, y designa a las personas que viven en la naturaleza lejos de toda civilización. Este término también puede referirse a un tipo de música brasileña y al estilo de vida preferido de los descriptores, hecho de muchas salidas a la naturaleza, así como de escuchar música brasileña.

## Publicación original
- Giaretta & Costa, 2007 : A redescription of Leptodactylus jolyi Sazima and Bokermann (Anura, Leptodactylidae) and the recognition of a new closely related species. Zootaxa, n.º 1608, p. 1–10.[6]